# Оива, Го
Го Оива (яп. 大岩 剛 Оива Го, род. 23 июня 1972, Сидзуока) — японский футболист и тренер.

## Карьера
На протяжении своей футбольной карьеры выступал за клубы «Нагоя Грампус Эйт», «Джубило Ивата» и «Касима Антлерс».

## Национальная сборная
В 2000 году сыграл за национальную сборную Японии 3 матча.

## Статистика за сборную
| Сборная Японии | Сборная Японии | Сборная Японии |
| Год            | Матчи          | Голы           |
| -------------- | -------------- | -------------- |
| 2000           | 3              | 0              |
| Итого          | 3              | 0              |

## Достижения
Командные
- Джей-лиги: 2002, 2007, 2008, 2009
- Кубок Императора: 1995, 1999, 2007, 2010

Индивидуальные
- Включён в сборную Джей-лиги: 2001